# Сесто-Календе
Сесто-Календе (італ. Sesto Calende) — муніципалітет в Італії, у регіоні Ломбардія,  провінція Варезе.
Сесто-Календе розташоване на відстані близько 530 км на північний захід від Рима, 55 км на північний захід від Мілана, 19 км на південний захід від Варезе.
Населення — 11 121 особа (2014).
Щорічний фестиваль відбувається 20 травня. Покровитель — San Bernardino.

## Демографія
Населення за роками:

Станом на 1 січня 2023 року в муніципалітеті офіційно проживали 1282 іноземці з 66 країн, серед них 336 громадян країн Євросоюзу та 86 громадян України.

## Сусідні муніципалітети
- Анджера
- Кадреццате
- Кастеллетто-сопра-Тічино
- Комаббіо
- Дормеллетто
- Голазекка
- Меркалло
- Озмате
- Таїно
- Верджате